# Matthiola odoratissima
Matthiola odoratissima är en korsblommig växtart som först beskrevs av Pall. och Friedrich August Marschall von Bieberstein, och fick sitt nu gällande namn av William Townsend Aiton. Matthiola odoratissima ingår i släktet lövkojor, och familjen korsblommiga växter. Inga underarter finns listade i Catalogue of Life.